# Pensulă

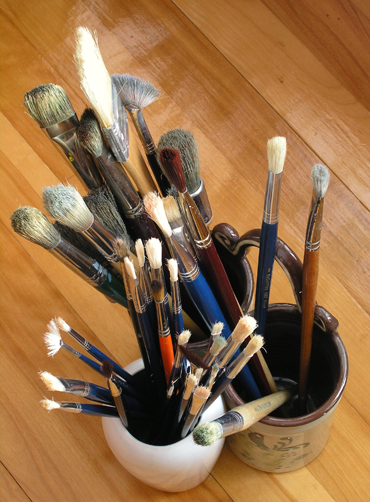
Pensule

O pensulă este un instrument alcătuit din smoc de păr și o coadă de lemn folosit pentru pictat.

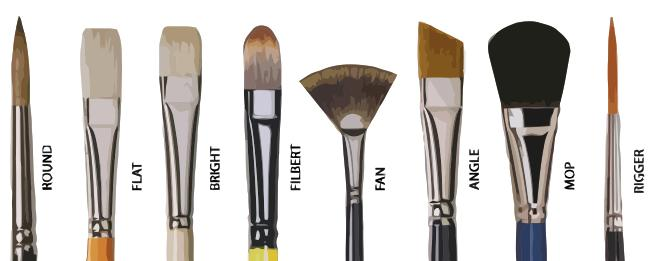
Tipuri de pensule